# Face the Music (New Kids on the Block)
Face the Music è il quarto album discografico in studio del gruppo musicale statunitense dei New Kids on the Block, pubblicato nel 1994.

## Il disco
Nel 1993, dopo che il gruppo ha passato circa due anni fuori dalle scene, i componenti iniziano le registrazioni di questo quarto disco in studio (il sesto in assoluto). Vista l'età e l'immagine ormai matura (i membri del gruppo hanno nel 1993 tra i 25 e i 21 anni), decidono di cambiare momentaneamente il proprio nome in NKOTB.
Nel frattempo la band ha chiuso il rapporto con lo storico produttore e mentore Maurice Starr, ma non quello con l'etichetta Columbia Records. L'album è l'ultimo del gruppo prima del momentaneo scioglimento: il ritorno si avrà nel 2008 con The Block.
I singoli estratti dal disco sono stati tre. If You Go Away, Dirty Dawg e Never Let You Go.

## Tracce
1. Intro: Face the Music
2. You Got the Flavor
3. Dirty Dawg
4. Girls
5. If You Go Away
6. Keep on Smilin'
7. Never Let You Go
8. Keepin' My Fingers Crossed
9. Mrs. Right
10. Since You Walked into My Life
11. Let's Play House
12. I Can't Believe It's Over
13. I'll Still Be Loving You
14. I'll Be Waitin'

## Formazione
- Jordan Knight - voce, cori
- Jonathan Knight - voce, cori
- Joey McIntyre - voce, cori
- Donnie Wahlberg - voce, cori
- Danny Wood - voce, cori